# Zwetschkenknödel

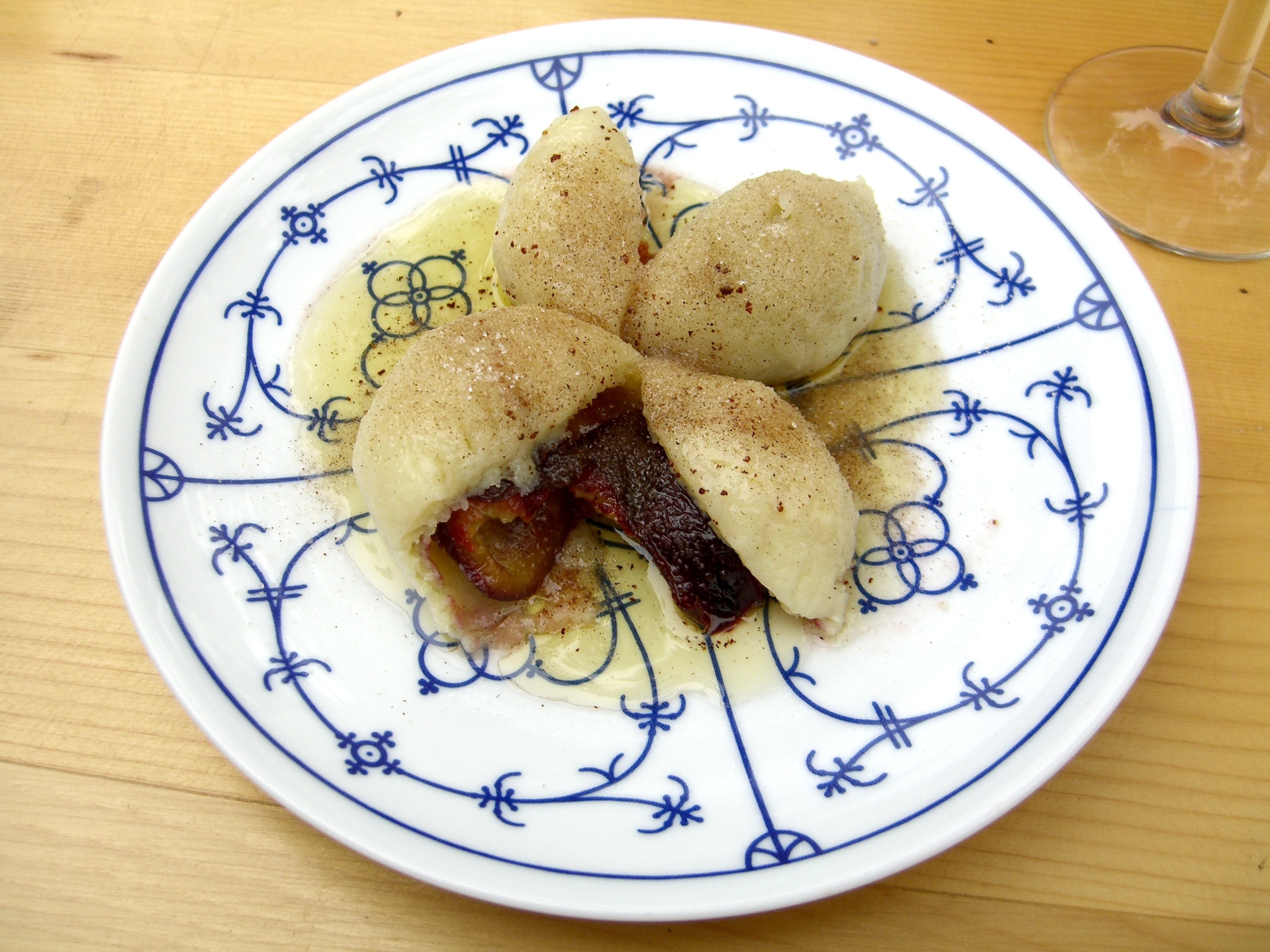
Zwei Zwetschgenknödel mit zerlaufener Butter

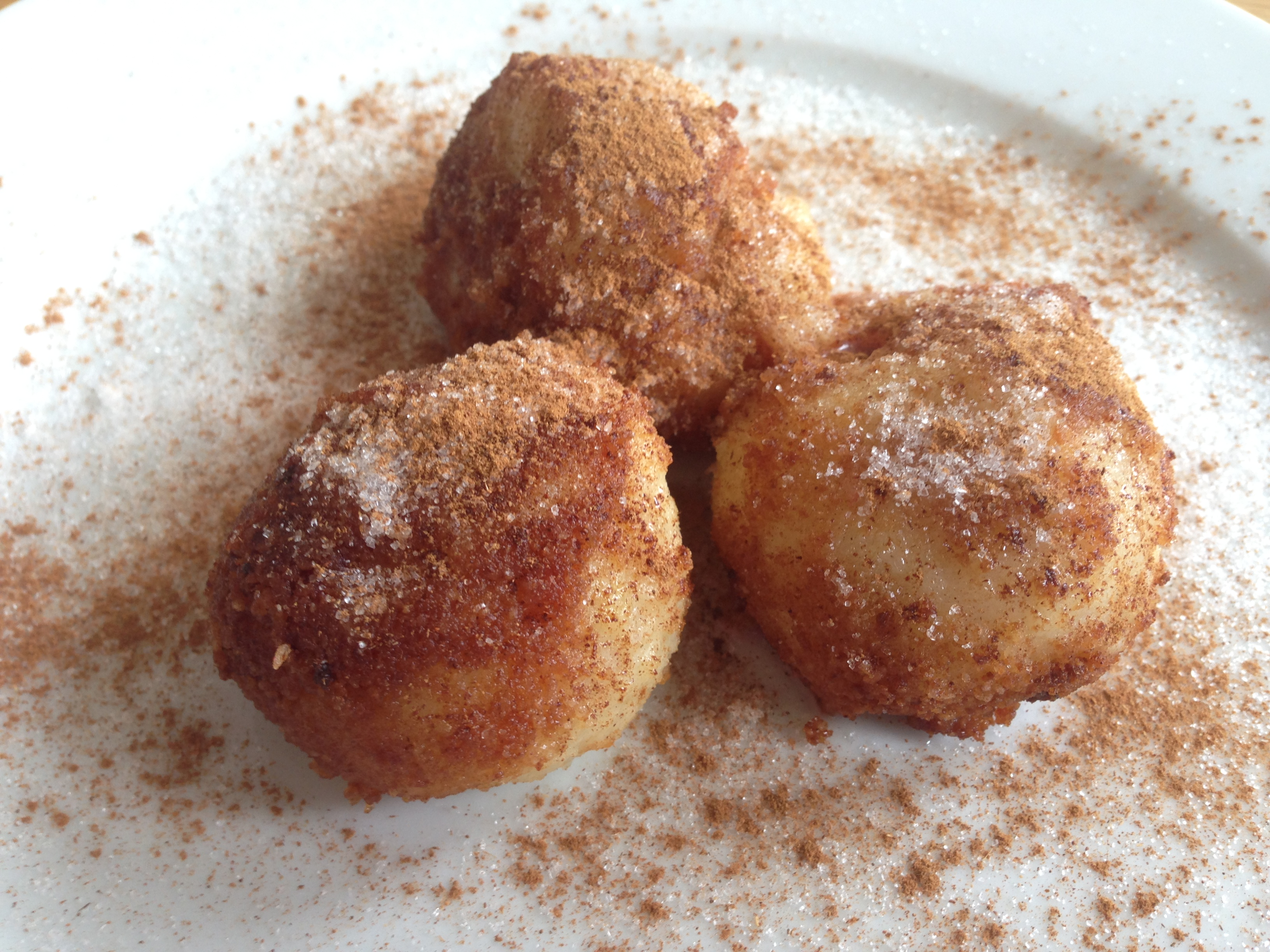
Zwetschgenknödel mit Zimt und Zucker

Zwetschkenknödel sind ein Gericht der österreichischen, rumänischen, ungarischen und tschechischen Küche (darum auch die Schreibung mit k). Die Kreation hat ihren Ursprung in Österreich-Ungarn und zählt zu den Mehlspeisen.

## Namen
Zwetschkenknödel werden im Ungarischen szilvásgombóc, im Tschechischen švestkové knedlíky und im Rumänischen Găluște/ Gomboți cu prune genannt.

## Zubereitung
Zwetschken werden mit einem Teig umhüllt, zu einem Knödel geformt und in heißem Wasser gegart. Als Teig kann ein Hefe-, Topfen-, Erdäpfel- oder Brandteig verwendet werden:
Anschließend werden sie in Bröseln gewälzt, die zuvor in heißer Butter gebräunt wurden.
Statt der Semmelbrösel wird in Böhmen auch ein Gemisch aus gemahlenem Mohn und Streuzucker verwendet.
Stattdessen werden die Knödel oft mit Staubzucker oder Zimtzucker oder mit zerdrückten Pfefferkuchenbröseln bestreut. Oder der sehr trockene tschechische Topfen wird gerieben und über die Knödel gegeben.
Bei Tisch werden die Knödel schließlich gern mit zerlassener Butter übergossen.